# French News
French News est un ancien journal en langue anglaise publié entre 1987 et 2008 en France à destination des résidents anglophones. Il était livré avec des suppléments régionaux, au nombre de huit en janvier 2007. Il a fait faillite en décembre 2008.
Un site internet portant un nom proche, French-News-Online.com, a fait son apparition peu après. Celui-ci n'a aucun lien avec la publication précédente.